# Ronde de Mouscron
La Ronde de Mouscron est une course cycliste féminine belge courue à Mouscron dans la province de Hainaut, en région wallonne. 

## Historique
Créée en 2020, la première édition est annulée en raison de la pandémie de Covid-19 et devait faire partie du calendrier UCI en catégorie 1.2. La première édition a finalement lieu en 2021 dans la catégorie 1.1. Elle succède au Grand Prix international de Dottignies et s'appelle aussi le Grand Prix Alfred Gadenne en hommage au bourgmestre de Mouscron assassiné en 2017.

## Parcours
Elle est constituée de plusieurs tours d'un circuit à effectuer autour de la ville de Mouscron où est donné le départ et jugé l'arrivée. La distance totale avoisine les 120 kilomètres.

## Palmarès
| Année | Vainqueur        | Deuxième         | Troisième        |
| ----- | ---------------- | ---------------- | ---------------- |
| 2021  | Chiara Consonni  | Jelena Erić      | Maria Martins    |
| 2022  | Thalita de Jong  | Nicole Steigenga | Martina Alzini   |
| 2023  | Martina Fidanza  | Anniina Ahtosalo | Valentine Fortin |
| 2024  | Daria Pikulik    | Anniina Ahtosalo | Martina Fidanza  |
| 2025  | Susanne Andersen | Marthe Truyen    | Sarah Van Dam    |